# 村上知彦
村上 知彦（むらかみ ともひこ、1951年11月29日 - 2024年12月22日）は、日本の編集者、漫画評論家。元神戸松蔭女子学院大学文学部教授。手塚治虫文化賞選考委員。日本マンガ学会理事、日本漫画家協会参与。
父は「具体」のメンバーだった画家の村上三郎。かつてのニックネームは「ギャーさん」。

## 経歴
兵庫県芦屋市に生まれ、1歳から西宮市で育ち、関西学院中学部・高等部に進学した。
高校の文化祭で、阪神間の高校生が作った自主映画の上映を企画。同学年の大森一樹と知り合う。関西学院大学社会学部卒業。
1967年に創刊された漫画雑誌『COM』に衝撃を受け、特に、峠あかね（真崎守の筆名）の漫画評論の影響を受ける。
大学在学中の1973年からは、大森・西村隆らと映画自主上映グループ「グループ無国籍」を結成し、新開地の映画館で邦画のオールナイト上映企画を行った。また、大森の自主映画作品、『暗くなるまで待てない！』（1975年）『ロング・グッドバイ 夏子と、長いお別れ』（1978年）には、共同脚本、俳優として参加している。
大学卒業後、1975年にスポーツニッポンに就職。同社校閲部、文化部記者を経て、1980年に峯正澄らと「チャンネルゼロ」設立に参加。取締役として、いしいひさいち、ひさうちみちお、川崎ゆきおらの単行本の出版や、季刊まんが誌『漫金超』（まんがゴールデンスーパーデラックス）の発行に携わる。現在も、「チャンネルゼロ」の非常勤編集者。
1981年から2年半、出向の形で情報誌『プレイガイドジャーナル』の5代目編集長をつとめた。
2024年12月22日、間質性肺炎のため死去。73歳没。

## 著書
- 『黄昏通信（トワイライト・タイムス）同時代まんがのために』ブロンズ新社 1979.2（『イッツ・オンリー・コミックス』広済堂文庫）
- 『情報誌的世界のなりたち』思想の科学社 1989.10
- 『日々の本1976～1993』双葉社 1993.8
- 『まんが解体新書 手塚治虫のいない日々のために』青弓社 1998.8

### 共編著
- 『マンガ伝―「巨人の星」から「美味しんぼ」まで』高取英、米沢嘉博共著　平凡社 1987.12
- 『マンガ批評大系』全4巻＋別巻　竹内オサム共編　平凡社 1989
- 『手塚治虫がいなくなった日』手塚プロダクション共編　潮出版社 1995.1
- 『みんなのマンガ '98コミックランキング』監修 毎日新聞社 1998.3
- 『達人が選ぶ女性のためのまんが文庫100』藤本由香里,夢枕獏共選　白泉社 2004.9
- 『「プガジャ」の時代』森晴樹,春岡勇二,ガンジー石原,山口由美子,小堀純共著,大阪府立文化情報センター編　ブレーンセンター（新なにわ塾叢書) 2008.6
- 『再び大阪がまんが大国に甦る日』松本正彦,辰巳ヨシヒロ,斧田小,助野嘉昭,谷岡曜子,森下真,吉村和真,中野晴行,花村えい子,竹内オサム,ビッグ錠共著, ブレーンセンター (新なにわ塾叢書)  2014.4
- 『日本短編漫画傑作集(全6巻)』いしかわじゅん,江口寿史,呉智英,中野晴行,村上知彦,山上たつひこ(共同監修) 小学館　2021

## 出演
- BSマンガ夜話（NHK BS2） - ゲストとして多数の回に出演。

## その他
- 手塚治虫文化賞・選考委員 - 第1回（1997年）から第6回（2002年）まで、および第10回（2006年）から第15回（2011年）まで